# 喬瑟與虎與魚群
《喬瑟與虎與魚群》（日语：ジョゼと虎と魚たち）是日本作家田边圣子的短篇小说，最初發表在1984年6月號的《角川月刊》，之后收录在角川書店的短篇集中。劇情主要在描述双脚瘫痪的喬瑟（ジョゼ）和大学生恒夫的純愛故事。於2003年被改編為電影、2020年改編為動畫電影。

## 真人電影

#### 日本版
由妻夫木聰、池脇千鶴主演。第27屆蒙特利爾世界電影節、第39屆芝加哥國際電影節、第16屆東京國際電影節參展作品。

#### 得獎紀錄
作品獎
- 第77回 電影旬報 十佳電影 第4位
- 第26回 横滨電影節 十佳電影 第5位
- 第47回 朝日十佳電影節 第5位
- 第46回 藍絲帶賞 十佳電影

個人獎
- 第54回藝術選獎電影部門 文部科學大臣新人獎（犬童一心導演）
- 第77回 電影旬報 最佳男主角
- 第2回 俄羅斯海參崴國際電影節 最佳男主角
- 第29回 報知電影賞 最佳男主角
- 第18回 高崎電影節 最佳导演、最佳男主角、最佳女主角
- 第46回 藍絲帶賞 最佳男主角提名、最佳女主角提名

#### 主要演員
- 恒夫（つねお）- 妻夫木聰
- 喬瑟（くみ子）- 池脇千鶴
- 小時候的喬瑟 - 菅野莉央
- 香苗（かなえ）- 上野樹里
- 幸治（こうじ）- 新井浩文
- 紀琳香（のりこ） - 江口紀琳香
- 喬瑟的祖母 - 新屋英子
- 隆司（りゅうじ）- 藤澤大悟
- 少女蕗 - 森本更紗
- 麻將店老闆- 陰山泰
- 中年女性 - 真理安奴
- 中年男性 - SABU
- 年輕男性 - 大倉孝二
- 中村靖日
- 西田夏那
- 山本浩之
- 書店店員 - 荒川良良
- 現場主任 - 板尾創路
- 住在附近的中年男子 - 森下能幸
- 公司裡的前輩 - 佐藤佐吉

#### 主題曲
- 高速公路（日语：ハイウェイ (くるり)）／くるり
- 該單曲的PV由妻夫木聰出演

### 韓國版
韓國翻拍版本於2020年上映，由金忠寬導演與編劇，韓志旼、南柱赫主演。

## 動畫電影
2020年12月25日上映。主要角色由中川大志與清原果耶配音。於2020年10月31日開始的第33屆東京國際影展作為特別招待作品，於11月7日舉行世界首映。

## 外部連結
- 日本真人電影官方網站

## 註解
1. ↑  原本預計於2020年夏天上映[2][3]，後因2019新型冠狀病毒疫情的影響延至12月25日[4][5]。